# Inuoumono

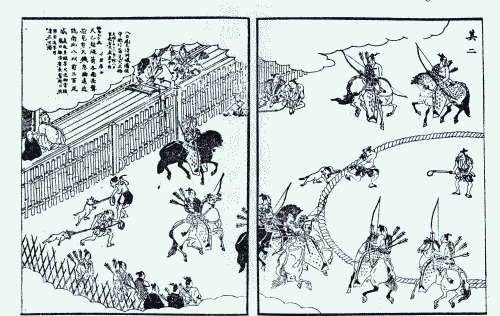
Inuoumono

L'Inuoumono (犬追物) est un ancien sport japonais qui implique des archers montés tirant sur des chiens. Les chiens sont libérés dans une enceinte circulaire d'environ 15 m de diamètre, et des archers montés leur tirent dessus tout en chevauchant autour du périmètre.

## Histoire
Initialement conçu comme  exercice d'entraînement militaire, le tir sur chiens devient un sport populaire parmi la noblesse japonaise pendant les époques de Kamakura et Muromachi (1185-1573). Au cours de cette période, cette pratique est brièvement interdite sous le règne de l'empereur Go-Daigo (en raison de sa préoccupation pour les chiens), mais cette décision est renversée par le shogun Ashikaga Takauji à la demande d'Ogasawara Sadamune, son professeur de tir à l'arc. L'influente famille Ogasawara est particulièrement adepte du inuoumono; Dans son traité de tir à l'arc Inuoumono mikuanbumi, Sadamune le considère comme fondamental pour la formation d'un guerrier, et son arrière petit-fils Mochinaga consacre cinq livres sur le sujet.
Les flèches utilisées pour le tir au chien sont généralement rendues non mortelles en étant soit rembourrées, soit émoussées. Cette modification au sport original est suggérée par le clergé bouddhiste, comme moyen de prévenir les blessures aux chiens utilisés.
L'inuoumono décline en popularité au cours du XVIe siècle et depuis lors disparaît en grande partie en tant que pratique militaire. Il est finalement entièrement interdit pendant le règne de Tokugawa Iemochi. À l'occasion, des parties ont cependant lieu : le shogun Tokugawa Ieyoshi assiste à un tir au chien en 1842, et une partie est organisée pour Ulysses S. Grant lors d'une visite officielle au Japon en 1879 (Grant aurait exprimé son dégoût pour la pratique). Le dernier cas connu de tir au chien a lieu en présence de l'empereur Meiji en 1881.

## Galerie

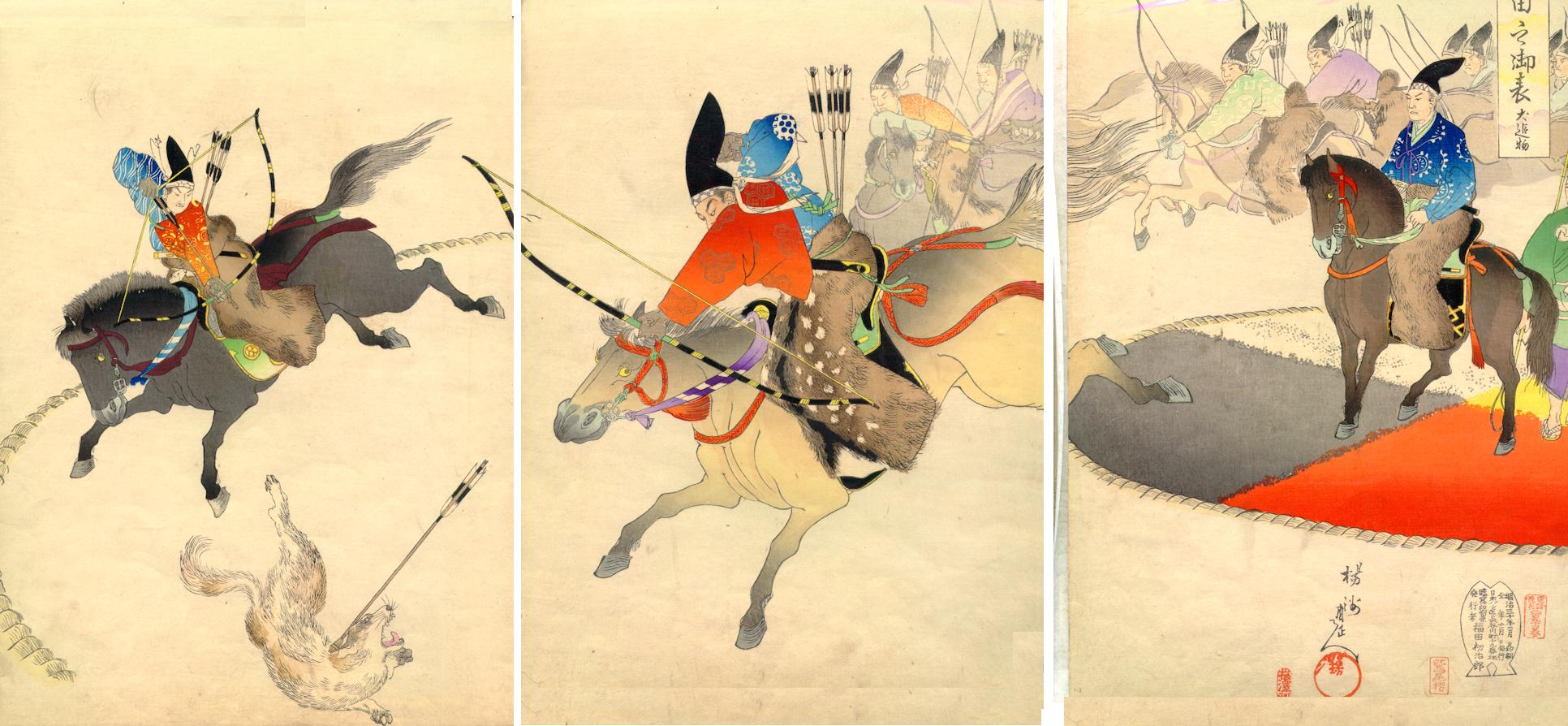
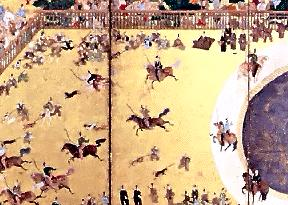
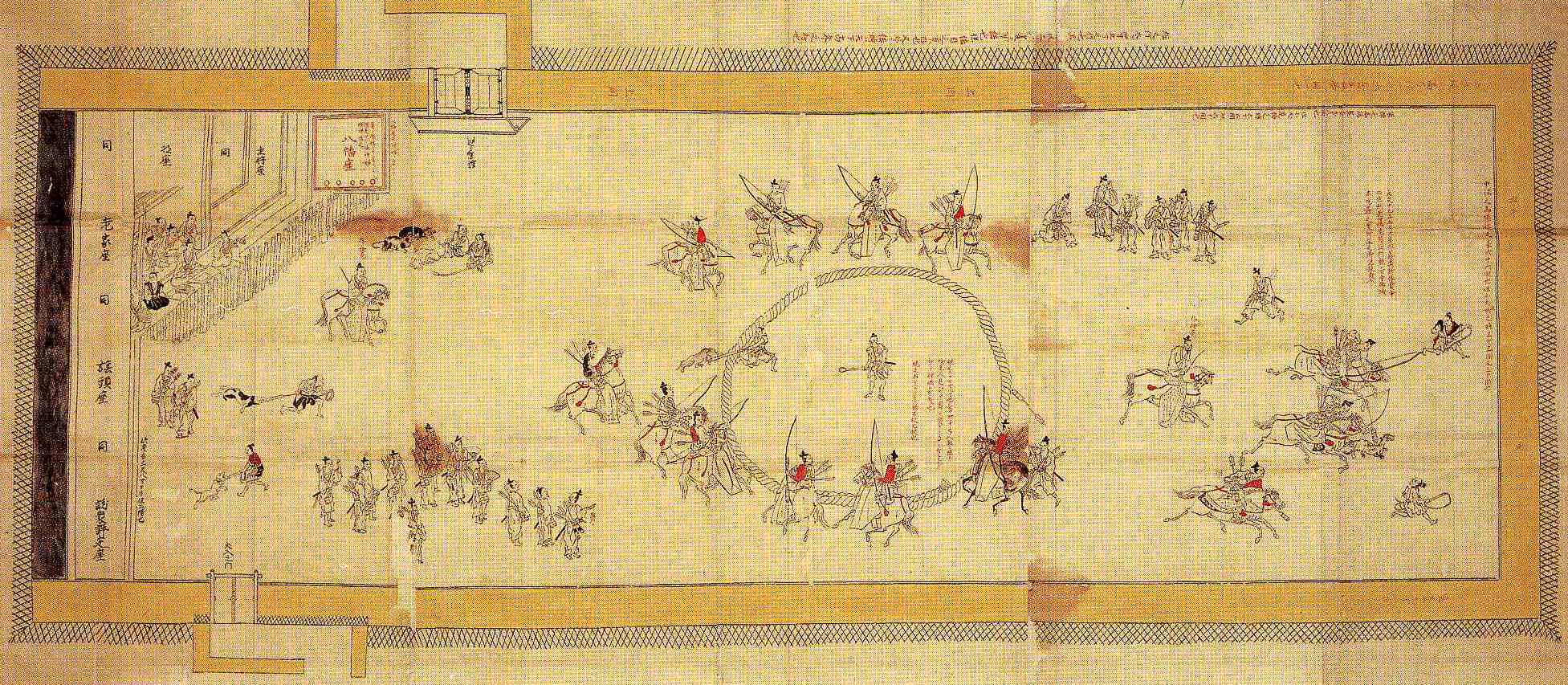

## Source de la traduction
- (en) Cet article est partiellement ou en totalité issu de l’article de Wikipédia en anglais intitulé « Inuoumono » (voir la liste des auteurs).